# Rudolf Bode
Rudolf Fritz Karl Berthold Bode, född 3 februari 1881 i Kiel, död 7 oktober 1970 i München, var en tysk pedagog och grundare av ”ausdrucksgymnastik” (en rytmisk gymnastik med musikackompanjemang som är tänkt att ge kroppsligt uttryck för de emotionella impulserna). Hans centrala intresse var rörelsens helhet, dess rytmiska gestaltning och interaktionen mellan kropp och själ. Han eftersträvade att frigöra kroppen från onaturlig spänning och att söka den naturliga levande rytmen för rörelsen.

## Biografi
Bode, som var son till en köpman i Kiel, studerade 1901–1904 på Konservatoriet i Leipzig, parallellt med studier vid Kiels Universitet, som avslutades 1906 med en avhandling om Die Zeitschwellen für Stimmgabeltöne mittlerer und leiser Intensität (Tidsgränserna för att ställa in gaffeltoner medellång och låg intensitet) år 1906. Därefter arbetade han som pianist, åren 1907–1908 som
ackompanjatör på stadsteatern i Kiel, 1908–1909 som kapellmästare på stadsteatern Kaiserslautern, 1909–1910 som kapellmästare på Stadtsteatern i Heidelberg och 1910–1911 som lärare hos Émile Jaques-Dalcrozes Bildungsanstalt i Hellerau.
År 1909 ingick Rudolf Bode äktenskap med Elly Drenkmann. Äktenskapet var också ett arbetssamarbete, där Elly Bode från 1935 tog hand om förvaltningen av Bode-skolan i München, från 1938, Bildungsstätte für deutschen Tanz (utbildning för tysk dans). I oktober 1911 grundade de ”Bode-Schule für rhythmische Gymnastik” i München, där han också undervisade i piano och musikteori. Det är idag den äldsta skolan för gymnastik i Tyskland.
Den 11 augusti 1922 grundades "Bodebund für Körpererziehung" i Jena med Hinrich Medau som ordförande.
Bode-Bund expanderade snabbt de följande åren, vid sidan av skolorna i München, Berlin, Bremen och Breslau, skapades skolor på flera nya platser. Under våren 1925 gav hans lärare kurser i 26 städer, några av dem besöktes av fler än hundra deltagare.
I hans skrift Rhythmus und Körpererziehung (Rytm och kropplig utveckling) hänvisade han särskilt till filosofen Ludwig Klages. 
Bode blev 1932 medlem i NSDAP. Han blev chef för fackområdet "Gymnastik und Tanz" i Reichsverband deutscher Turn-, Sport- und Gymnastiklehrer. År 1933 blev han sektionsledare i Kampfbund für deutsche Kultur. År 1935 blev han ledare för Reichsschule des Reichsnährstandes i Burg Neuhaus, Wolfsburg i närheten av Braunschweig fram till 1939. Han utvecklade Neuhaus-gymnastiken, en kompensatorisk gymnastik för bönder. Efter kriget klassificerades Bode som en medlöpare. 
År 1948 återskapades ”Bodebund für Rhythmische Gymnastik”. och 1951 återöppnades Bode Schule i München. År 1970 påbörjades den första utbildningen i Jazzgymnastik i München.
Rudolf Bode intresserade sig för beskaffenheten hos de ursprungliga naturliga rörelserna. Genom felaktig utbildning eller ensidigt inriktad aktivitet kunde denna ursprunglighet gå förlorad. Att återställa den naturliga beskaffenheten hos rörelsen som ett uttryck för inre upplevelse var, menade han, gymnastikens uppgift.
Han sammanfattade sin idé om gymnastik enligt följande:
1. Hälsolagen 
 Rörelserna utgår från tyngdpunkten, och överförs till hela kroppen. Varje rörelse involverar hela personen. Den inre erfarenheten finner sitt uttryck i en holistisk rörelse.
2. Den rytmiska förändringens lag 
 Alternering av spänning och avkoppling i rörelsen och trefasrörelsen. Varje rörelse är uppdelad i upptakt, betoning och utgång.
3. Ekonomins lag 
 En helhetsmässig rörelse ger maximal kraft med minsta möjliga ansträngning.
4. Lagen om kroppslig-psykisk interaktion med uttrycksprincipen 
 Samspelet mellan upplevelse och rörelse, inifrån och utifrån, leder till begreppet ”ausdrucksgymnastik”.

De momentumrörelser som Bode skapar demonstrerar dessa lagar. De svängande rörelserna fångar hela människan, som under trefasens rörelse rör sig ekonomiskt mellan spänning och avkoppling.